# Pieter van der Willigen

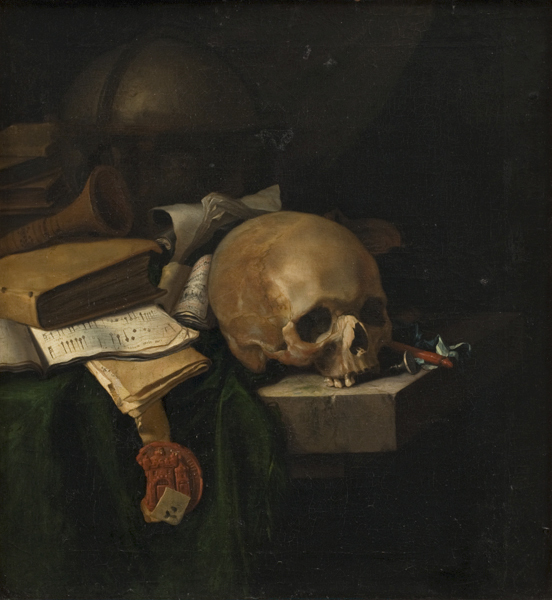
Vanitas (1670) Statens Museum for Kunst

Pieter van der Willigen (Halsteren, gedoopt op 17 december 1633 - Antwerpen, 8 juni 1694) was een kunstschilder en schilderijenhandelaar.
Hij was de zoon van Jan Jansen van der Willigen en Geertruide Pieters Wissen.
Pieter van der Willigen vestigde zich in Antwerpen, waar hij op 18 september 1652 leerling werd in het Sint-Lucasgilde. Hij was leerling van Thomas Willeboirts Bosschaert, een invloedrijke schilder van die tijd. Tussen 1654 en 1655 werd hij meester in het gilde. Van der Willigen stond bekend om zijn portretten, landschappen en stillevens, met name zijn vanitasstillevens, die in collecties over de hele wereld zijn verspreid.
Op 25 februari 1661 werd hij burger van Antwerpen. In de periode 1661-1662 nam hij zijn broer Jan van der Willigen als leerling aan. Geeraert Vervoort was ook een leerling van hem. Van der Willigen heeft kunstenaars zoals David Bailly beïnvloed.
Op 6 september 1671 trouwde hij met Maria Hennekin, die in 1713 overleed. Van der Willigen stierf 19 jaar eerder op 60-jarige leeftijd en werd begraven in het familiegraf in de kathedraal van Antwerpen.
In 1660 werd hij lid van de rederijkerskamer De Olijftak in Antwerpen.
- Biografisch Portaal: 21430950
- RKD-Nederlands Instituut voor Kunstgeschiedenis: 84766
- Union List of Artist Names: 500004376
- Virtual International Authority File: 95707475